# Paula Reto
Paula Reto (nascida em 3 de maio de 1990) é uma jogadora sul-africana de golfe profissional que atualmente joga nos torneios do circuito LPGA (versão feminina do circuito PGA) desde 2014.
Conquistou a adesão do circuito LPGA através da terceira etapa da escola de qualificação da LPGA em 2013. Figurou em décimo terceiro lugar para obter o status completo e conseguir uma vaga para a temporada de 2014. Ficou na 77.ª posição na lista oficial da LPGA de premiação em dinheiro. Terminou em terceiro lugar no Yokohama Tire LPGA Classic de 2014. Teve uma vantagem de três tacadas após 36 buracos, em Prattville, Alabama e dividiu a liderança após 54 buracos.
No golfe dos Jogos Olímpicos de Verão de 2016, realizados no Rio de Janeiro, Brasil, terminou sua participação na competição individual feminina em décimo sexto lugar, representando a África do Sul.